# Tadeusz Gadomski
Tadeusz Gadomski (ur. 5 kwietnia 1867 w Krakowie, zm. w 27 lutego 1952 w Świdnicy) – polski malarz.

## Życiorys
Syn Walerego Gadomskiego, wziętego krakowskiego rzeźbiarza. Studia rozpoczął w Szkole Sztuk Pięknych w Krakowie w pracowni Jana Matejki. Naukę kontynuował w Monachium. Przebywał też w Paryżu i we Włoszech. 
Pracował jako rysownik w piśmie "Diabeł". W wieku 24 lat w Krakowie poślubił aspirującą aktorkę Helenę Zielińską, która szybko znudziła się jednak mężem i wdała się w romans z kolegą ze swojego zespołu aktorskiego. Gdy Gadomski odkrył romans, żona uciekła z domu i wyjechała do Poznania, gdzie również grała, ale kilka razy wracała do męża i go porzucała. Następnie trafiła do zespołu Jana Reckiego, z którym występowała we wschodniej Galicji i tam również nawiązała romans, z żonatym chórzystą. Gdy w 1897 r. grupa przyjechała na występy do Krakowa, Gadomski usiłował namówić żonę do powrotu do siebie, ta jednak odmówiła. Wkrótce potem Gadomski wdał się w bójkę z kochankiem żony - urodzonym w Warszawie Konstantym Walentowskim, w trakcie której kilkukrotnie pchnął go nożem, na skutek czego ten zmarł. Ława przysięgłych uznała, że Gadomski był w chwili zabójstwa niepoczytalny i na tej podstawie sąd uniewinnił go od zarzutu zabójstwa.
Zgodnie z informacjami zawartymi w księgach parafialnych w 1918 r. Tadeusz Gadomski był już wdowcem i ożenił się ponownie. Jego żoną została urodzona w Kętach w 1890 r. Janina Smołka (lub Szczółka).  
Po I wojnie światowej osiadł w Wilnie. Był członkiem Wileńskiego Towarzystwa Niezależnych Artystów Sztuk Plastycznych.
Malował głównie portrety, sceny religijne i rodzajowe oraz pejzaże. Był autorem rysunkowego portretu Kornela Ujejskiego, znanego z litografii A. Pruszyńskiego. Swoje prace wystawiał w latach 1929, 1931–1935, 1940. Po II wojnie w 1946 osiadł w Świdnicy, gdzie – już jako nestor polskiego malarstwa – brał udział w lokalnych przedsięwzięciach kulturalnych.
W świdnickiej katedrze znajduje się obraz Matki Boskiej Częstochowskiej jego autorstwa.
Zmarł w lutym 1952 r. w Świdnicy

## Nagrody
- 1887 - nagroda Towarzystwa Przyjaciół Sztuk Pięknych za pracę Głowa z natury.
- 1888 - nagroda Towarzystwa Przyjaciół Sztuk Pięknych za rysunek aktu akademickiego.

## Wystawy zbiorowe
- 1948 - I Wystawa Plastyków Świdnickich (powojenna, urządzona w salach Klubu Kupieckiego).